# William Cairns
Pour les articles homonymes, voir Cairns (homonymie).
William Wellington Cairns (1828 - 1888) est un administrateur colonial britannique, né dans le comté de Down, en Irlande. Il a occupé divers postes de direction coloniale dans l'Empire britannique avant d'être nommé gouverneur du Queensland en janvier 1875. Il a occupé le poste pendant deux ans en démissionnant pour raison de santé avant d'assurer huit semaines les fonctions de gouverneur d'Australie-Méridionale. 
Il est ensuite retourné en Angleterre où il mourut à Londres le 9 juillet 1888.
La ville de Cairns au Queensland porte son nom.

## Sources
- (en) Cet article est partiellement ou en totalité issu de l’article de Wikipédia en anglais intitulé « William Cairns » (voir la liste des auteurs).